# آندری زوبارف
آندری زوبارف (روسی: Андрей Сергеевич Зубарев؛ زادهٔ ۳ مارس ۱۹۸۷) بازیکن هاکی روی یخ اهل روسیه است.
وی همچنین برندهٔ جوایزی همچون نشان دوستی شده‌است.